# Litargus grandis
Litargus grandis is een keversoort uit de familie boomzwamkevers (Mycetophagidae). De wetenschappelijke naam van de soort werd in 1910 gepubliceerd door Charles Frederic August Schaeffer.